# Hémolymphe

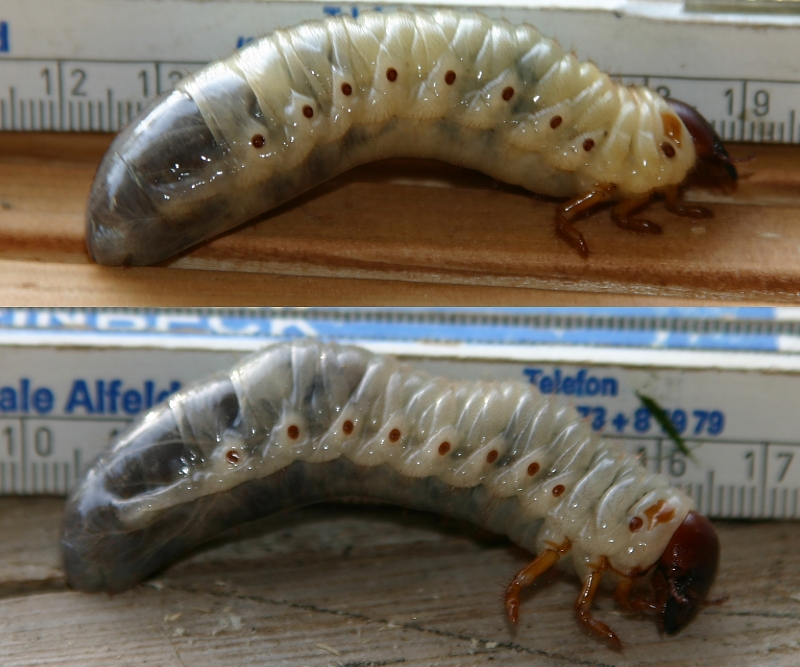
Chez cette larve de Scarabée rhinocéros, la cuticule très fine à l'extrémité de l'abdomen laisse deviner l'hémolymphe translucide.

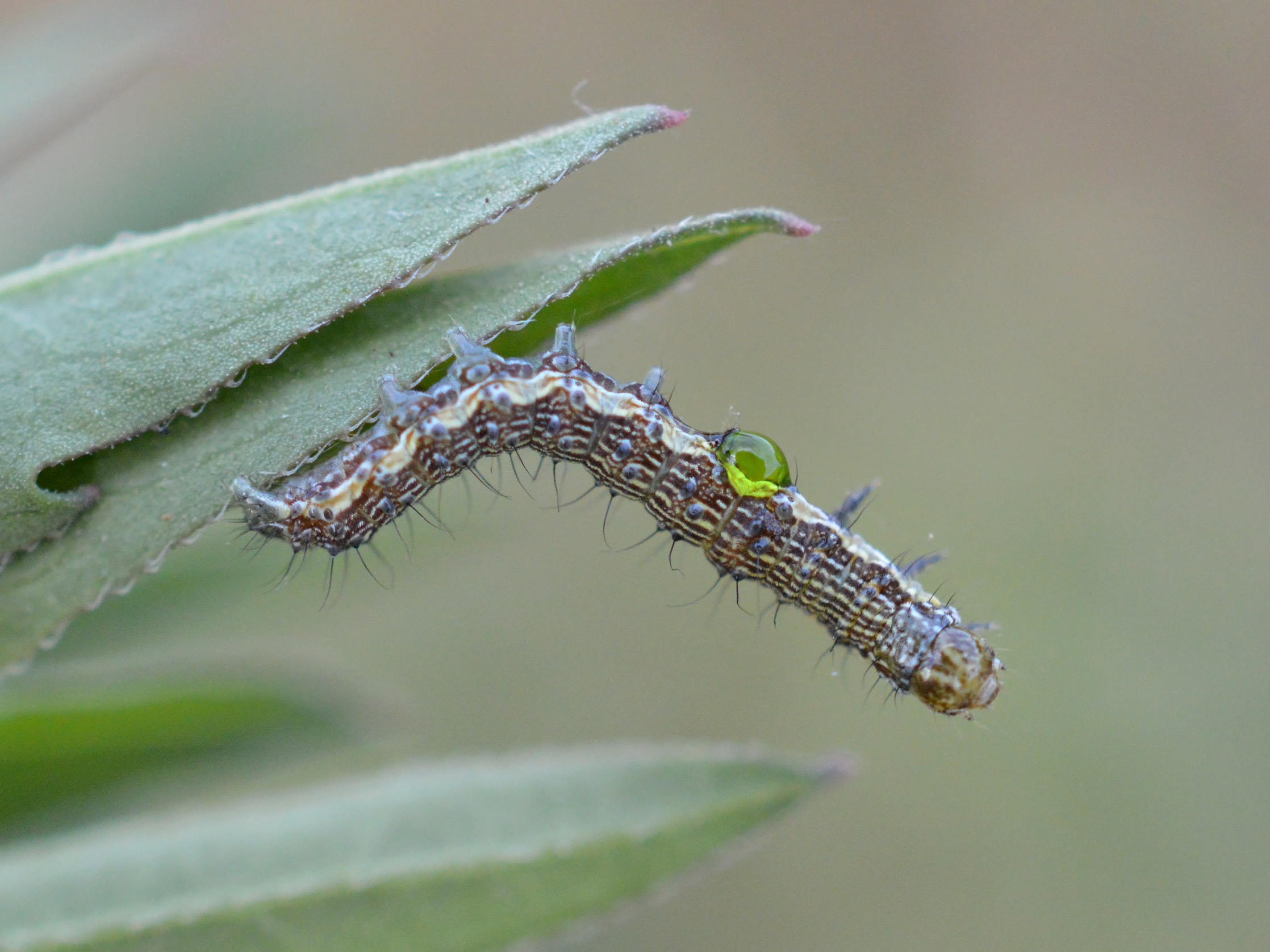
Après avoir été attaquée par l'Ichneumon Therion circumflexum, la chenille Noctuelle de la tomate laisse échapper une goutte d'hémolymphe

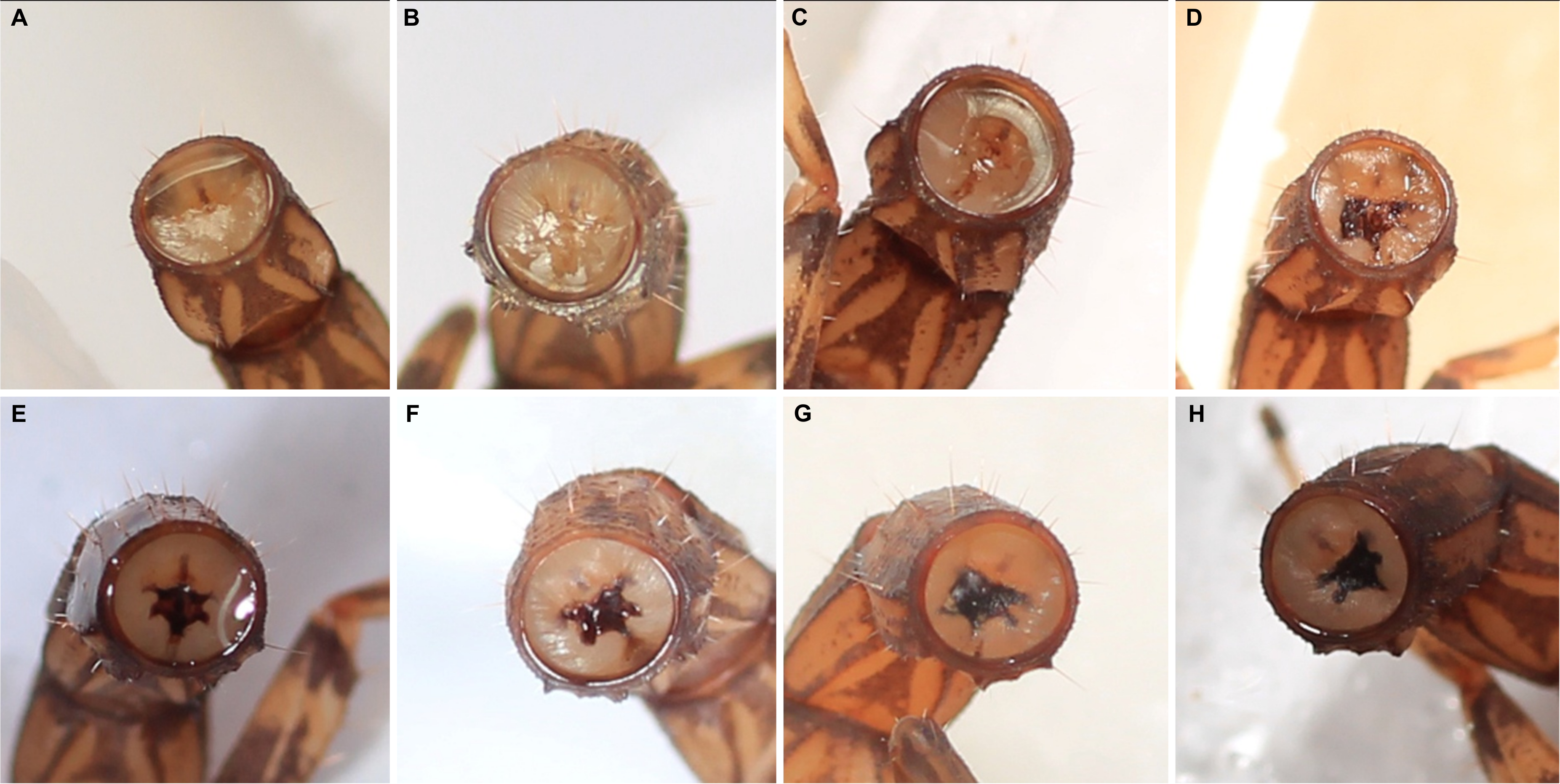
Cicatrisation de la queue du Scorpion Ananteris solimariae, après autotomie, grâce au durcissement de l'hémolymphe

L'hémolymphe est le liquide circulatoire des arthropodes (insectes, arachnides, crustacés…) et des mollusques dont le rôle est analogue au sang et au liquide interstitiel des vertébrés. Sa circulation est assurée par plusieurs dispositifs anatomiques, selon les groupes (vaisseau contractile dorsal, diaphragmes, cœurs...) et contrôlée finement par le système nerveux.

## Historique
Le premier à avoir étudié ce « sang » est le zoologiste allemand Hermann Landois en 1864. Il a depuis été analysé dans de nombreux articles scientifiques (Tsuji en 1909 observe de hautes teneurs en acide citrique, malique, succinique et en acides lactiques dans l'hémolymphe de
ver à soie, Muttkowski en 1924, Yeager & Tauber en 1932, l'usage de la chromatographie dans les années 1950 permet d'isoler
de nombreux composés chimiques, … Theopold et al. en 2002).

## Fonctions
Ce liquide remplit de nombreuses fonctions :
- l'apport de nutriments : ressources métaboliques (glucides, protéines, acides aminés, lipides) assurant nutrition et fonctionnement cellulaire ;
- évacuation de déchets métaboliques : déchets azotés ;
- élimination des pathogènes et des intrus (immunité) ;
- la transmission de messagers chimiques (hormones intervenant dans le développement et la reproduction…) ;
- maintien de la turgescence des organes mous ;
- réparation de l’étanchéité du tégument (cicatrisation) ;
- chez certaines espèces, transport du dioxygène (exception notable : les hexapodes, dont les insectes, où le transport du dioxygène et l'évacuation du dioxyde de carbone sont assurés par un système respiratoire aérien et ramifié de tubes appelés trachées qui relient l'air ambiant depuis un orifice (le spiracle) jusqu'au sein des tissus) ou depuis des branchies chez les arthropodes aquatiques.

## Constitution
L'hémolymphe est constituée d'un liquide, le plasma, et des éléments figurés, les hémocytes de plusieurs types (granulocytes, plasmatocytes, lamellocytes …) interviennent dans la coagulation et l'immunité. Chez la majorité des arthropodes terrestres, l'hémolymphe n'a aucune fonction respiratoire car leur système trachéen conduit directement l'oxygène aux tissus. Elle est donc dépourvue de pigments transporteurs d'oxygène. Chez les mollusques et les arthropode en grande majorité aquatiques (crustacés, arachnides, limules, certains insectes), elle contient, sous forme dissoute, un pigment analogue à l'hémoglobine des vertébrés, l'hémocyanine qui assure le transport du dioxygène.
De rares groupes d'hexapodes (espèces de la famille des Chironomidae) présentent des larves aquatiques qui utilisent une hémoglobine dans leur hémolymphe pour fixer le dioxygène.

## Divers
C'est l'hémolymphe qui sert aux insectes à rigidifier leurs ailes après leur sortie du cocon, et aux mouches pour gonfler leur ptiline pour sortir de leur pupe.
Le crache-sang (Timarcha tenebricosa) est un insecte ayant la particularité, en cas de dérangement, de faire le mort puis d'émettre par la bouche mais aussi par les articulations, un liquide rouge qui aurait mauvais goût pour les prédateurs. Ce liquide est de l'hémolymphe. Ce phénomène d'autohémorrhée existe chez d'autres insectes.
On a longtemps cru que la femelle du Varroa destructor, acarien parasite des abeilles et fourmis, se nourrissait par piqûre de l’hémolymphe de son hôte. Une étude de 2019 a démontré qu'en fait c'est leur tissu adipeux qui constitue la source de nourriture privilégiée du varroa, et non l'hémolymphe.